# Eva Gyldén
Eva Maria Gyldén, född 19 juli 1885 i  Viborg, död 11 mars 1973 i Helsingfors, var en finländsk skulptör och smyckeskonstnär.
Eva Gyldén studerade 1900–1903 och 1907–1908 vid Viborgs konstvänners ritskola, 1903–1905, 1909–1910 och 1913 vid Finska Konstföreningens ritskola, 1905–1907 vid Helsingfors universitets ritsal och Centralskolan för konstflit. Hon var även privatelev hos Viktor Malmberg 1905–1907. På 1910- och 20-talet idkade hon fortsatta studier i Berlin och Paris. Hon ställde ut första gången 1914. Som skulptör blev hon främst känd för sina utsökta kaméer. Hon verkade 1927–1928 även som formgivare vid Riihimäki glasbruk.